# 誘惑の太陽
「誘惑の太陽」（ゆうわくのたいよう）はTakamiy（高見沢俊彦）の7枚目のシングル。2015年7月15日にユニバーサルミュージックから発売された。

## 背景
2013年の夏にメロディック・メタルをテーマに活動してきた第2期を終えた高見沢。3年ぶりのシングルは、第3期の第1弾としてエレクトリック・ダンスメタル(EDM)をテーマに制作した楽曲。本作はミュージック・ビデオ収録DVD付2枚組の初回限定盤と、既発楽曲を武部聡志のピアノで再録したボーナス・トラックがそれぞれ収録された通常盤3パターンの4形態で発売された。
カップリングの「恋の花占い」は、THE ALFEEのアルバム『三位一体』で『恋の花占い II』としてセルフカバーされ、3人のスイッチボーカルに変更された。

## 収録曲
作詞・作曲:高見沢俊彦　編曲:高見沢俊彦 with 岸利至（特記以外）

### 初回限定盤（TYCT-39032）

#### CD
1. 誘惑の太陽
2. 恋の花占い
3. 誘惑の太陽（Original Instrumental）

#### DVD
1. 誘惑の太陽（ミュージック・ビデオ）

### 通常盤パターンA（TYCT-30043）
1. 誘惑の太陽
2. 恋の花占い
3. 誘惑の太陽（Original Instrumental）
4. Fiance（ボーナス・トラック）
  - 編曲：武部聡志

### 通常盤パターンB（TYCT-30044）
1. 誘惑の太陽
2. 恋の花占い
3. 誘惑の太陽（Original Instrumental）
4. Blood of Eternal（ボーナス・トラック）
  - 編曲：武部聡志

### 通常盤パターンC（TYCT-30045）
1. 誘惑の太陽
2. 恋の花占い
3. 誘惑の太陽（Original Instrumental）
4. Song for You（ボーナス・トラック）
  - 編曲：武部聡志